# O schöner Mai!
O schöner Mai! (O bel Maggio) op. 375, è un valzer di Johann Strauss (figlio).
Il 3 gennaio 1877 al Carl Theater di Vienna vi fu la prima rappresentazione della quinta operetta di Strauss, Prinz Methusalem (Principe Matusalemme).
Basato su di un soggetto originale francese, questa operetta piuttosto contagiata dallo stile di Offenbach, è ambientata in un immaginario principato del Trocadero.
Come spesso accadeva, molti dei brani orchestrali che Johann Strauss riarrangiava dai motivi delle sue operette, ebbero maggiore successo delle operette stesse.
Un ottimo esempio è il valzer O Schoener Mai!, che il fratello di Johann, Eduard Strauss, introdusse al pubblico viennese ad un suo concerto al Musikverein il 21 gennaio 1877.
Il tema principale di questo lavoro è tratto dal duetto del terzo atto fra Pulcinella e Methusalem (O du, O du, me in Feldmarschall), mentre le restanti melodie sono tratte dagli atti 1° e 2°, tra cui il coro, O Schoener Mai!, che è anche il titolo del valzer.